# CBGB

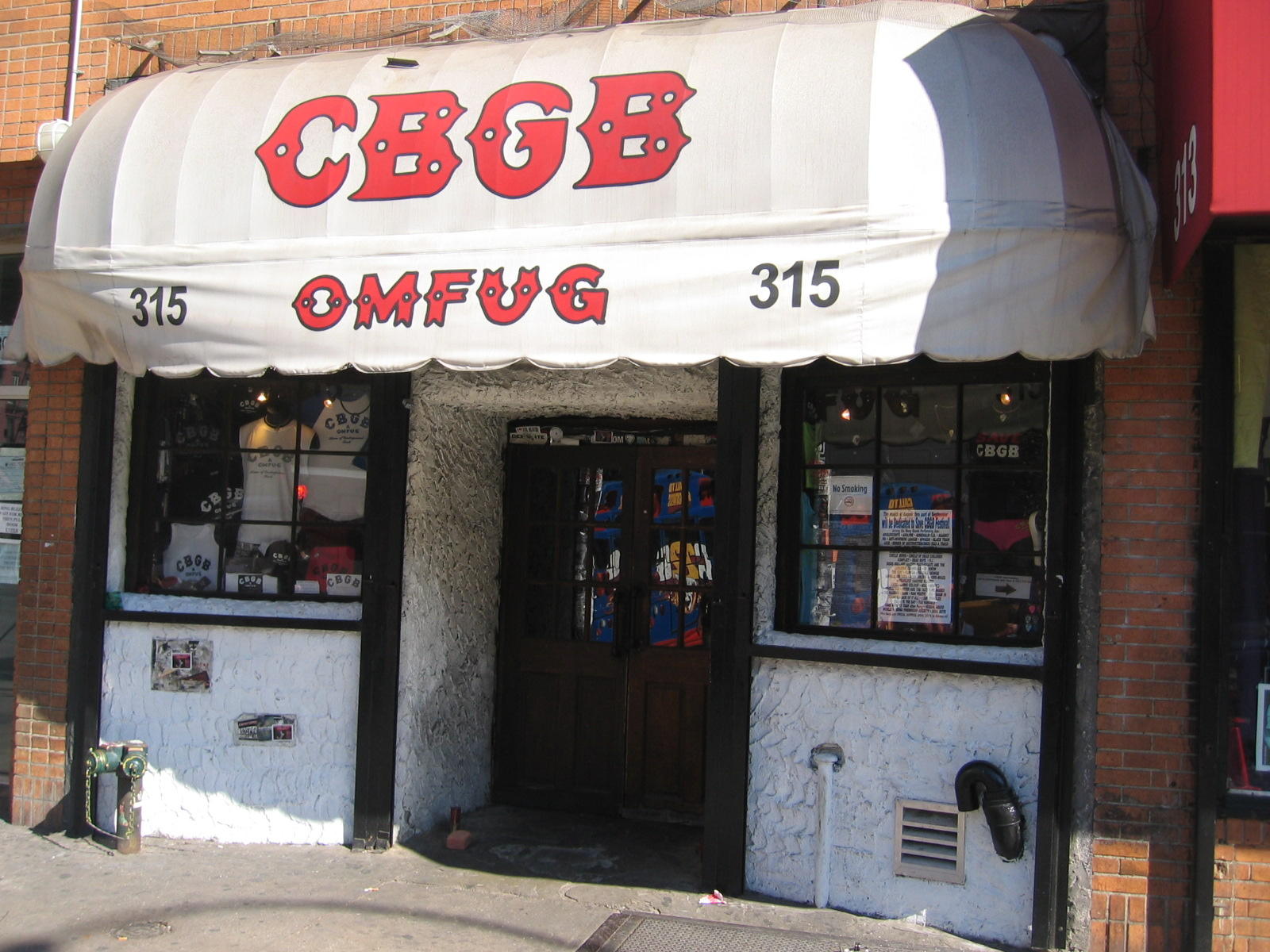
Ingang van CBGB

CBGB (een afkorting van country, bluegrass, blues) was een muziekclub in New York. De club werd opgericht in 1973 en sloot in 2006. Bands als de Ramones, Blondie, Mink DeVille, The Police en Talking Heads werden onder andere door hun optreden in deze club bekend.
Op 4 juli 1978 speelde de Amsterdamse punk band Panic op verzoek van de eigenaar Hilly Kristal in CBGB Club en op 6 juli 1978 in CBGB Theatre. Het optreden in CBGB Theatre werd opgenomen door het New Yorkse radiostation WPIX-FM en een paar dagen later (8 juli 1978) uitgezonden.
In de jaren '70 maakte Bettie Ringma met haar partner Marc Miller er de fotoserie “Bettie Visits CBGB”.